# Diadelia subfasciata
Diadelia subfasciata là một loài bọ cánh cứng trong họ Cerambycidae.